# بیلیران
بیلیران (Biliran) یکی از استان‌های کشور فیلیپین و نیز نام جزیره‌ای است که این استان را در بر می‌گیرد. این استان در مرکز این کشور قرار گرفته است و بخشی از جزیره‌های ویسایا است.
مرکز این استان شهر ناوال است. جمعیت آن بیش از یکصد و چهل هزار نفر است. مساحت این استان بیش از پانصد و پنجاه کیلومتر مربع است .